# 1094
1094 (MXCIV) fue un año común comenzado en domingo del calendario juliano.

## Acontecimientos
- 4 de junio - Pedro I es proclamado rey de Aragón y de Pamplona.
- 17 de junio - El Cid conquista Valencia.
- 21 de octubre - El Campeador vence a los almorávides en la Batalla de Cuarte.

## Nacimientos
- Malaquías de Armagh, arzobispo católico irlandés.

## Fallecimientos
- 10 de enero - Ma'ad al-Mustansir Billah, califa fatimí de Egipto.
- 4 de junio - Sancho Ramírez, rey de Aragón y Pamplona, a consecuencia de un flechazo.
- Abdallah al-Bakri, historiador árabe.
- 12 de noviembre - Duncan II, rey de Escocia.